# Langues pahari
Les langues pahari (pahāṛī) ou langues indo-aryennes du nord constituent un regroupement de langues indo-aryennes, lesquelles sont parlées dans une région s'étirant le long du côté méridional de l'Himalaya, entre le Népal à l'est, et l'Uttarakhand et l'Himachal Pradesh à l'ouest. 
Il ne faut pas confondre ce groupe de langues, reconnu originellement par Grierson avec les autres désignations utilisant le terme pahāṛī.

## Présentation
La relation génétique des langues pahari avec les autres groupes des langues indo-aryennes (y compris dardiques) ne fait pas consensus, notamment en ce qui concerne les langues pahari parlées dans l'ouest de la zone de répartition (qui sont pauvrement documentées, voire pas du tout). Alors que Turner classait ces dernières (ensemble avec les langues paṅjābī, sindhī, lahnda et dardiques) à l'intérieur d'une branche indo-aryenne de l'ouest, d'autres linguistes les assimilent aux langues indo-aryennes centrales (en) (avec le hindi, l'avadhī, le bhojpurī et les langues du Rajasthan). D'après van Driem (en), ces différences de vue sont dues à des méthodes d'analyses variées, lesquelles n'ont pas donné la même importance à certaines isoglosses phonologiques et lexicales. Quoi qu'il en soit, il apparait que les langues pahāṛī appartiennent généalogiquement à trois groupes linguistiques distincts, car celles de l'est présentent la plus faible affinité avec les langues dardiques, et celles de l'ouest, la plus grande.
Les langues pahari de l'ouest (en) (hindi: पश्चिमी पहाड़ी ou हिमाचली) sont parlées dans la partie ouest du district de Dehradun, en Himachal Pradesh, et dans le Jammu-et-Cachemire. Ces langues sont pauvrement ou pas du tout documentées ; en 1961, un recensement de la population indienne faisait la distinction entre plus de soixante langues et dialectes. Parmi elles, les dialectes importants incluent le baṇgāṇī, jaunsarī, sirmauḍī, baghāṭī, mahāsuī (connu auparavant sous le nom de kiūṇṭalī), haṇḍūrī, kuluī (en) (vers Kullu), maṇḍeālī (vers Mandi) et kumaoni (en) parlés dans la région autrefois appelée Maṇḍe Rājya, cameālī dans l'ancien Cambā-Rājya, kāṅgḍī, bharmaurī (ou gādī), curāhī, paṅgvālī, bhadravāhī, bhalesī, khaśālī et pāḍrī.
Les langues pahari centrales (en) incluent les dialectes gaṛhvālī (en) et kumaoni (en) parlés en Uttarakhand. Aucune des langues pahari centrales ou de l'ouest n'a de tradition littéraire, bien que certaines tentatives d'adaptation à l'écrit (en recourant à l'écriture devanagari) aient eu lieu.
La branche pahari de l'est est représentée par le népali. Certains dialectes de la partie ouest du Népal semblent significativement différer de variantes du népali, plus exposées au népali standard, parlées à l'est et au centre du pays.